# Салтиков Семен Андрійович
Салтиков Семен Андрійович (10 (20) квітня 1672, Москва — 1 (12) жовтня 1742, там же) — російський воєначальник, генерал-аншеф (1730), граф, сенатор Російської імперії. Батько фельдмаршала Петра Салтикова і дід фельдмаршала Івана Салтикова. 

## Біографія
Народився у знатній дворянській родині Салтикових. Син стольника Андрія Івановича Салтикова. 
У 1697 році за наказом Петра I був відправлений до Англії та Нідерландів навчатися морській справі. Однак, хисту до мореплавства не мав, тому після повернення додому був переведений у сухопутні війська. Учасник Великої Північної війни, командував батальйоном Лейб-гвардії Преображенського полку. Із 1719 року — член Військової колегії, з 1726 року — сенатор. 
У 1727 році брав активну участь у поваленні Меншикова. За арешт Меншикова був призначений на почесну посаду командира елітного Лейб-гвардії Преображенського полку. У 1728 році недовго був російським резидентом при українському гетьмані Данилу Апостолу.
Прихильник імператриці Анни Іванівни (яка походила з роду Салтикових), брав активну участь у проведенні її до влади. За її правління отримав титул графа, посаду обер-гофмейстра імператорського двору, а з 1732 року — московський головнокомандувач. 
Мав двох синів — Петра та Володимира. 

## Військові звання
- Бригадир (1719)
- Генерал-майор (1722)
- Генерал-лейтенант (1727)
- Генерал-аншеф (1730)

## Нагороди
- Орден Святого Олександра Невського (1725)
- Орден Андрія Первозванного (1730)